# Pieni Hietanen
Pieni-Hietanen eller Pieni Hietanen är en sjö i Finland. Den ligger i kommunen Kuhmo i landskapet Kajanaland, i den östra delen av landet, 500 km nordost om huvudstaden Helsingfors. Pieni-Hietanen ligger 225 meter över havet. Arean är 11,9 hektar och strandlinjen är 1,68 kilometer lång. Sjön  ingår i Uleälvens huvudavrinningsområde.   I omgivningarna runt Pieni-Hietanen växer i huvudsak barrskog.